# Giulia no sale de noche
Giulia no sale de noche (en italiano: Giulia non esce la sera) es una película dramática italiana dirigida por Giuseppe Piccioni y protagonizada por Valeria Golino y Valerio Mastandrea.
Fue rodado en Roma durante el verano de 2008 bajo su título de trabajo "Il premio". La película ganó el Nastro d'argento por la mejor canción original (la canción "Piangi Roma" de Baustelle).

## Reparto
- Valerio Mastandrea: Guido
- Valeria Golino: Giulia
- Sonia Bergamasco: Benedetta
- Lidia Vitale: Female Agent
- Chiara Nicola: Viola
- Paolo Sassanelli: Bruno
- Antonia Liskova: Eva
- Domiziana Cardinali: Costanza
- Jacopo Domenicucci: Filippo
- Piera Degli Esposti: Attilia